# Список астероїдів (10601—10700)
| Назва                                    | Тимчасове позначення | Дата відкриття    | Місце відкриття             | Відкривач                                              |
| ---------------------------------------- | -------------------- | ----------------- | --------------------------- | ------------------------------------------------------ |
| 10601 Хіватасі (Hiwatashi)               | 1996 UC              | 16 жовтня 1996    | Обсерваторія Кума Коґен     | Акімаса Накамура                                       |
| 10602 Masakazu                           | 1996 UG3             | 16 жовтня 1996    | Обсерваторія Кійосато       | Сатору Отомо                                           |
| (10603) 1996 UF4                         | 1996 UF4             | 29 жовтня 1996    | Станція Сінлун              | SCAP                                                   |
| 10604 Сусано (Susanoo)                   | 1996 VJ              | 3 листопада 1996  | Обсерваторія Ніхондайра     | Такеші Урата                                           |
| 10605 Ґвідоні (Guidoni)                  | 1996 VC1             | 3 листопада 1996  | Сормано                     | В. Джуліані, Франческо Манка                           |
| 10606 Крокко (Crocco)                    | 1996 VD1             | 3 листопада 1996  | Сормано                     | В. Джуліані, Франческо Манка                           |
| 10607 Амандахаттон (Amandahatton)        | 1996 VQ6             | 13 листопада 1996 | Прескоттська обсерваторія   | Пол Комба                                              |
| 10608 Мамета (Mameta)                    | 1996 VB9             | 7 листопада 1996  | Обсерваторія Кітамі         | Кін Ендате, Кадзуро Ватанабе                           |
| 10609 Хірай (Hirai)                      | 1996 WC3             | 28 листопада 1996 | Обсерваторія Кума Коґен     | Акімаса Накамура                                       |
| (10610) 1996 XR1                         | 1996 XR1             | 2 грудня 1996     | Обсерваторія Оїдзумі        | Такао Кобаяші                                          |
| 10611 Yanjici                            | 1997 BB1             | 23 січня 1997     | Станція Сінлун              | SCAP                                                   |
| 10612 Уффаліз (Houffalize)               | 1997 JR17            | 3 травня 1997     | Обсерваторія Ла-Сілья       | Ерік Вальтер Ельст                                     |
| 10613 Кусінадахіме (Kushinadahime)       | 1997 RO3             | 4 вересня 1997    | Обсерваторія Наті-Кацуура   | Йошісада Шімідзу, Такеші Урата                         |
| (10614) 1997 UH1                         | 1997 UH1             | 21 жовтня 1997    | Обсерваторія Наті-Кацуура   | Йошісада Шімідзу, Такеші Урата                         |
| (10615) 1997 UK3                         | 1997 UK3             | 26 жовтня 1997    | Обсерваторія Оїдзумі        | Такао Кобаяші                                          |
| 10616 Іноуєтакеші (Inouetakeshi)         | 1997 UW8             | 25 жовтня 1997    | Обсерваторія Кітамі         | Кін Ендате, Кадзуро Ватанабе                           |
| 10617 Такумі (Takumi)                    | 1997 UK24            | 25 жовтня 1997    | Нюкаса                      | Масанорі Хірасава, Шохеї Судзукі                       |
| (10618) 1997 VU3                         | 1997 VU3             | 6 листопада 1997  | Обсерваторія Оїдзумі        | Такао Кобаяші                                          |
| 10619 Нінігі (Ninigi)                    | 1997 WO13            | 27 листопада 1997 | Обсерваторія Ґекко          | Тецуо Каґава, Такеші Урата                             |
| (10620) 1997 WQ34                        | 1997 WQ34            | 29 листопада 1997 | Сокорро (Нью-Мексико)       | LINEAR                                                 |
| (10621) 1997 XN                          | 1997 XN              | 3 грудня 1997     | Обсерваторія Оїдзумі        | Такао Кобаяші                                          |
| (10622) 1997 XA12                        | 1997 XA12            | 5 грудня 1997     | Сокорро (Нью-Мексико)       | LINEAR                                                 |
| (10623) 1997 YP7                         | 1997 YP7             | 27 грудня 1997    | Обсерваторія Оїдзумі        | Такао Кобаяші                                          |
| (10624) 1997 YR13                        | 1997 YR13            | 31 грудня 1997    | Обсерваторія Оїдзумі        | Такао Кобаяші                                          |
| (10625) 1998 AC8                         | 1998 AC8             | 2 січня 1998      | Сокорро (Нью-Мексико)       | LINEAR                                                 |
| 10626 Заїц (Zajic)                       | 1998 AP8             | 10 січня 1998     | Обсерваторія Ондржейов      | Ленка Коткова                                          |
| 10627 Окунінусі (Ookuninushi)            | 1998 BW2             | 19 січня 1998     | Обсерваторія Наті-Кацуура   | Йошісада Шімідзу, Такеші Урата                         |
| 10628 Феєрбахер (Feuerbacher)            | 1998 BD5             | 18 січня 1998     | Коссоль                     | ODAS                                                   |
| (10629) 1998 BK11                        | 1998 BK11            | 23 січня 1998     | Сокорро (Нью-Мексико)       | LINEAR                                                 |
| (10630) 1998 BV12                        | 1998 BV12            | 23 січня 1998     | Сокорро (Нью-Мексико)       | LINEAR                                                 |
| (10631) 1998 BM15                        | 1998 BM15            | 24 січня 1998     | Обсерваторія Галеакала      | NEAT                                                   |
| (10632) 1998 CV1                         | 1998 CV1             | 1 лютого 1998     | Станція Сінлун              | SCAP                                                   |
| 10633 Акімаса (Akimasa)                  | 1998 DP1             | 20 лютого 1998    | Обсерваторія Ондржейов      | Петр Правец                                            |
| 10634 Пепебіцан (Pepibican)              | 1998 GM1             | 8 квітня 1998     | Обсерваторія Ондржейов      | Ленка Коткова                                          |
| (10635) 1998 QH8                         | 1998 QH8             | 17 серпня 1998    | Сокорро (Нью-Мексико)       | LINEAR                                                 |
| (10636) 1998 QK56                        | 1998 QK56            | 28 серпня 1998    | Сокорро (Нью-Мексико)       | LINEAR                                                 |
| 10637 Гаймліг (Heimlich)                 | 1998 QP104           | 26 серпня 1998    | Обсерваторія Ла-Сілья       | Ерік Вальтер Ельст                                     |
| 10638 Мак-Ґлотлін (McGlothlin)           | 1998 SV54            | 16 вересня 1998   | Станція Андерсон-Меса       | LONEOS                                                 |
| 10639 Ґлісон (Gleason)                   | 1998 VV41            | 14 листопада 1998 | Обсерваторія Кітт-Пік       | Spacewatch                                             |
| (10640) 1998 WU19                        | 1998 WU19            | 25 листопада 1998 | Сокорро (Нью-Мексико)       | LINEAR                                                 |
| (10641) 1998 XS52                        | 1998 XS52            | 14 грудня 1998    | Сокорро (Нью-Мексико)       | LINEAR                                                 |
| 10642 Шармен (Charmaine)                 | 1999 BF8             | 19 січня 1999     | Обсерваторія Пістоїєзе      | Андреа Боаттіні, Лучано Тезі                           |
| (10643) 1999 CE78                        | 1999 CE78            | 12 лютого 1999    | Сокорро (Нью-Мексико)       | LINEAR                                                 |
| (10644) 1999 DM2                         | 1999 DM2             | 19 лютого 1999    | Обсерваторія Оїдзумі        | Такао Кобаяші                                          |
| 10645 Брач (Brac)                        | 1999 ES4             | 14 березня 1999   | Вішнянська обсерваторія     | Корадо Корлевіч                                        |
| 10646 Маш'єльальбертс (Machielalberts)   | 2077 P-L             | 26 вересня 1960   | Паломарська обсерваторія    | К. Й. ван Гаутен, І. ван Гаутен-Ґроневельд, Т. Герельс |
| 10647 Містерз (Meesters)                 | 3074 P-L             | 25 вересня 1960   | Паломарська обсерваторія    | К. Й. ван Гаутен, І. ван Гаутен-Ґроневельд             |
| 10648 Планціус (Plancius)                | 4089 P-L             | 24 вересня 1960   | Паломарська обсерваторія    | К. Й. ван Гаутен, І. ван Гаутен-Ґроневельд, Т. Герельс |
| 10649 VOC                                | 4098 P-L             | 24 вересня 1960   | Паломарська обсерваторія    | К. Й. ван Гаутен, І. ван Гаутен-Ґроневельд, Т. Герельс |
| 10650 Гаутман (Houtman)                  | 4110 P-L             | 24 вересня 1960   | Паломарська обсерваторія    | К. Й. ван Гаутен, І. ван Гаутен-Ґроневельд             |
| 10651 ван Лінсхотен (van Linschoten)     | 4522 P-L             | 24 вересня 1960   | Паломарська обсерваторія    | К. Й. ван Гаутен, І. ван Гаутен-Ґроневельд, Т. Герельс |
| 10652 Блау (Blaeu)                       | 4599 P-L             | 24 вересня 1960   | Паломарська обсерваторія    | К. Й. ван Гаутен, І. ван Гаутен-Ґроневельд, Т. Герельс |
| 10653 Вітсен (Witsen)                    | 6030 P-L             | 24 вересня 1960   | Паломарська обсерваторія    | К. Й. ван Гаутен, І. ван Гаутен-Ґроневельд, Т. Герельс |
| 10654 Бонтеко (Bontekoe)                 | 6673 P-L             | 24 вересня 1960   | Паломарська обсерваторія    | К. Й. ван Гаутен, І. ван Гаутен-Ґроневельд, Т. Герельс |
| 10655 Піткейзер (Pietkeyser)             | 9535 P-L             | 17 жовтня 1960    | Паломарська обсерваторія    | К. Й. ван Гаутен, І. ван Гаутен-Ґроневельд, Т. Герельс |
| 10656 Альбрехт (Albrecht)                | 2213 T-1             | 25 березня 1971   | Паломарська обсерваторія    | К. Й. ван Гаутен, І. ван Гаутен-Ґроневельд, Т. Герельс |
| 10657 Ванах (Wanach)                     | 2251 T-1             | 25 березня 1971   | Паломарська обсерваторія    | К. Й. ван Гаутен, І. ван Гаутен-Ґроневельд, Т. Герельс |
| 10658 Ґретадевріс (Gretadevries)         | 2281 T-1             | 25 березня 1971   | Паломарська обсерваторія    | К. Й. ван Гаутен, І. ван Гаутен-Ґроневельд, Т. Герельс |
| 10659 Зауерланд (Sauerland)              | 3266 T-1             | 26 березня 1971   | Паломарська обсерваторія    | К. Й. ван Гаутен, І. ван Гаутен-Ґроневельд, Т. Герельс |
| 10660 Феліксгормут (Felixhormuth)        | 4348 T-1             | 26 березня 1971   | Паломарська обсерваторія    | К. Й. ван Гаутен, І. ван Гаутен-Ґроневельд, Т. Герельс |
| 10661 Тевтобургервальд (Teutoburgerwald) | 1211 T-2             | 29 вересня 1973   | Паломарська обсерваторія    | К. Й. ван Гаутен, І. ван Гаутен-Ґроневельд, Т. Герельс |
| 10662 Петервіссе (Peterwisse)            | 3201 T-2             | 30 вересня 1973   | Паломарська обсерваторія    | К. Й. ван Гаутен, І. ван Гаутен-Ґроневельд, Т. Герельс |
| 10663 Шварцвальд (Schwarzwald)           | 4283 T-2             | 29 вересня 1973   | Паломарська обсерваторія    | К. Й. ван Гаутен, І. ван Гаутен-Ґроневельд, Т. Герельс |
| 10664 Phemios                            | 5187 T-2             | 25 вересня 1973   | Паломарська обсерваторія    | К. Й. ван Гаутен, І. ван Гаутен-Ґроневельд, Т. Герельс |
| 10665 Ортігао (Ortigao)                  | 3019 T-3             | 16 жовтня 1977    | Паломарська обсерваторія    | К. Й. ван Гаутен, І. ван Гаутен-Ґроневельд, Т. Герельс |
| 10666 Фелдберґ (Feldberg)                | 4171 T-3             | 16 жовтня 1977    | Паломарська обсерваторія    | К. Й. ван Гаутен, І. ван Гаутен-Ґроневельд, Т. Герельс |
| 10667 ван Марксвельдт (van Marxveldt)    | 1975 UA              | 28 жовтня 1975    | Паломарська обсерваторія    | Т. Герельс                                             |
| (10668) 1976 UB1                         | 1976 UB1             | 24 жовтня 1976    | Обсерваторія Ла-Сілья       | Річард Вест                                            |
| 10669 Герфордія (Herfordia)              | 1977 FN              | 16 березня 1977   | Обсерваторія Ла-Сілья       | Ганс-Еміль Шустер                                      |
| 10670 Семиноженко (Seminozhenko)         | 1977 PP1             | 14 серпня 1977    | КрАО                        | Черних Микола Степанович                               |
| 10671 Мазурова (Mazurova)                | 1977 RR6             | 11 вересня 1977   | КрАО                        | Черних Микола Степанович                               |
| 10672 Костюкова (Kostyukova)             | 1978 QE              | 31 серпня 1978    | КрАО                        | Черних Микола Степанович                               |
| (10673) 1978 VU5                         | 1978 VU5             | 7 листопада 1978  | Паломарська обсерваторія    | Е. Гелін, Ш. Дж. Бас                                   |
| (10674) 1978 VT10                        | 1978 VT10            | 7 листопада 1978  | Паломарська обсерваторія    | Е. Гелін, Ш. Дж. Бас                                   |
| 10675 Харламов (Kharlamov)               | 1978 VE15            | 1 листопада 1978  | КрАО                        | Журавльова Людмила Василівна                           |
| 10676 Джеймссіденел (Jamesmcdanell)      | 1979 MD2             | 25 червня 1979    | Обсерваторія Сайдинг-Спрінг | Е. Гелін, Ш. Дж. Бас                                   |
| (10677) 1979 MN3                         | 1979 MN3             | 25 червня 1979    | Обсерваторія Сайдинг-Спрінг | Е. Гелін, Ш. Дж. Бас                                   |
| (10678) 1979 MG6                         | 1979 MG6             | 25 червня 1979    | Обсерваторія Сайдинг-Спрінг | Е. Гелін, Ш. Дж. Бас                                   |
| (10679) 1979 MH6                         | 1979 MH6             | 25 червня 1979    | Обсерваторія Сайдинг-Спрінг | Е. Гелін, Ш. Дж. Бас                                   |
| (10680) 1979 ME8                         | 1979 ME8             | 25 червня 1979    | Обсерваторія Сайдинг-Спрінг | Е. Гелін, Ш. Дж. Бас                                   |
| 10681 ХТУРЕ (Khture)                     | 1979 TH2             | 14 жовтня 1979    | КрАО                        | Черних Микола Степанович                               |
| (10682) 1980 KK                          | 1980 KK              | 22 травня 1980    | Обсерваторія Ла-Сілья       | Анрі Дебеонь                                           |
| 10683 Картер (Carter)                    | 1980 LY              | 10 червня 1980    | Паломарська обсерваторія    | Керолін Шумейкер, Юджин Шумейкер                       |
| 10684 Бабкіна (Babkina)                  | 1980 RV2             | 8 вересня 1980    | КрАО                        | Журавльова Людмила Василівна                           |
| 10685 Харківунівер (Kharkivuniver)       | 1980 VO              | 9 листопада 1980  | Станція Андерсон-Меса       | Едвард Бовелл                                          |
| (10686) 1980 VX2                         | 1980 VX2             | 1 листопада 1980  | Паломарська обсерваторія    | Ш. Дж. Бас                                             |
| (10687) 1980 XX                          | 1980 XX              | 7 грудня 1980     | Обсерваторія Цзицзіньшань   | Обсерваторія Червона Гора                              |
| (10688) 1981 DK                          | 1981 DK              | 28 лютого 1981    | Обсерваторія Сайдинг-Спрінг | Ш. Дж. Бас                                             |
| (10689) 1981 DZ1                         | 1981 DZ1             | 28 лютого 1981    | Обсерваторія Сайдинг-Спрінг | Ш. Дж. Бас                                             |
| (10690) 1981 DO3                         | 1981 DO3             | 28 лютого 1981    | Обсерваторія Сайдинг-Спрінг | Ш. Дж. Бас                                             |
| (10691) 1981 EJ19                        | 1981 EJ19            | 2 березня 1981    | Обсерваторія Сайдинг-Спрінг | Ш. Дж. Бас                                             |
| (10692) 1981 EK19                        | 1981 EK19            | 2 березня 1981    | Обсерваторія Сайдинг-Спрінг | Ш. Дж. Бас                                             |
| (10693) 1981 ES20                        | 1981 ES20            | 2 березня 1981    | Обсерваторія Сайдинг-Спрінг | Ш. Дж. Бас                                             |
| (10694) 1981 EH21                        | 1981 EH21            | 2 березня 1981    | Обсерваторія Сайдинг-Спрінг | Ш. Дж. Бас                                             |
| (10695) 1981 ER21                        | 1981 ER21            | 2 березня 1981    | Обсерваторія Сайдинг-Спрінг | Ш. Дж. Бас                                             |
| (10696) 1981 EO24                        | 1981 EO24            | 2 березня 1981    | Обсерваторія Сайдинг-Спрінг | Ш. Дж. Бас                                             |
| (10697) 1981 EO40                        | 1981 EO40            | 2 березня 1981    | Обсерваторія Сайдинг-Спрінг | Ш. Дж. Бас                                             |
| (10698) 1981 EJ43                        | 1981 EJ43            | 3 березня 1981    | Обсерваторія Сайдинг-Спрінг | Ш. Дж. Бас                                             |
| (10699) 1981 ES43                        | 1981 ES43            | 6 березня 1981    | Обсерваторія Сайдинг-Спрінг | Ш. Дж. Бас                                             |
| (10700) 1981 ET47                        | 1981 ET47            | 2 березня 1981    | Обсерваторія Сайдинг-Спрінг | Ш. Дж. Бас                                             |

| ← Астероїди 10001—20000 → |             |             |             |             |             |             |             |             |             |
| 10001—10100               | 11001—11100 | 12001—12100 | 13001—13100 | 14001—14100 | 15001—15100 | 16001—16100 | 17001—17100 | 18001—18100 | 19001—19100 |
| 10101—10200               | 11101—11200 | 12101—12200 | 13101—13200 | 14101—14200 | 15101—15200 | 16101—16200 | 17101—17200 | 18101—18200 | 19101—19200 |
| 10201—10300               | 11201—11300 | 12201—12300 | 13201—13300 | 14201—14300 | 15201—15300 | 16201—16300 | 17201—17300 | 18201—18300 | 19201—19300 |
| 10301—10400               | 11301—11400 | 12301—12400 | 13301—13400 | 14301—14400 | 15301—15400 | 16301—16400 | 17301—17400 | 18301—18400 | 19301—19400 |
| 10401—10500               | 11401—11500 | 12401—12500 | 13401—13500 | 14401—14500 | 15401—15500 | 16401—16500 | 17401—17500 | 18401—18500 | 19401—19500 |
| 10501—10600               | 11501—11600 | 12501—12600 | 13501—13600 | 14501—14600 | 15501—15600 | 16501—16600 | 17501—17600 | 18501—18600 | 19501—19600 |
| 10601—10700               | 11601—11700 | 12601—12700 | 13601—13700 | 14601—14700 | 15601—15700 | 16601—16700 | 17601—17700 | 18601—18700 | 19601—19700 |
| 10701—10800               | 11701—11800 | 12701—12800 | 13701—13800 | 14701—14800 | 15701—15800 | 16701—16800 | 17701—17800 | 18701—18800 | 19701—19800 |
| 10801—10900               | 11801—11900 | 12801—12900 | 13801—13900 | 14801—14900 | 15801—15900 | 16801—16900 | 17801—17900 | 18801—18900 | 19801—19900 |
| 10901—11000               | 11901—12000 | 12901—13000 | 13901—14000 | 14901—15000 | 15901—16000 | 16901—17000 | 17901—18000 | 18901—19000 | 19901—20000 |